# Pseudanthias caudalis
Pseudanthias caudalis är en fiskart som beskrevs av Toshiji Kamohara och Katayama, 1959. Pseudanthias caudalis ingår i släktet Pseudanthias och familjen havsabborrfiskar. IUCN kategoriserar arten globalt som livskraftig. Inga underarter finns listade i Catalogue of Life.